# Mers-el-Kébir
Mers-el-Kébir (Arabisch: المرسى الكبير, “de Grote Haven”) is een havenstad gelegen aan de Middellandse Zee in het noordwesten van Algerije vlak bij de stad Oran in de provincie Oran.

## Geschiedenis
De stad was oorspronkelijk een Romeinse haven en werd rond 1100 een marinearsenaal voor de Almohaden. De stad viel omstreeks 1400 onder de Zianiden en werd rond 1492 het centrum van piraterij. Het werd verscheidene keren veroverd door de Ottomanen en Portugezen en in 1505 door de Spanjaarden onder kardinaal Francisco Jiménez de Cisneros. De Spanjaarden herdoopten de stad in Mazalquivir en gebruikten hem als basis voor de verovering van Oran in 1509. Ze behielden de beide steden tot 1708, toen ze door de Ottomaanse Bey Mustapha Ben Youssef (ook bekend als Bouchelaghem) werden verdreven. Toen de armada van de Hertog van Montemar in 1732 een overwinning behaalde tijdens de Slag van Aïn-el-Turk, keerden de Spanjaarden terug naar Oran en Mazalquivir.
In 1792 verkocht koning Karel IV van Spanje beide steden aan de Bey van Algiers. De stad werd in 1830 bezet door Frankrijk en herdoopt in Saint André de Mers-el-Kébir. In 1868 bouwden de Fransen een vuurtoren, die tijdens de Tweede Wereldoorlog werd verwoest.
Op 3 juli 1940 vond de aanval op Mers-el-Kébir plaats, waarbij de Britse Royal Navy de Franse vloot aanviel om te voorkomen dat die in Duitse handen viel.

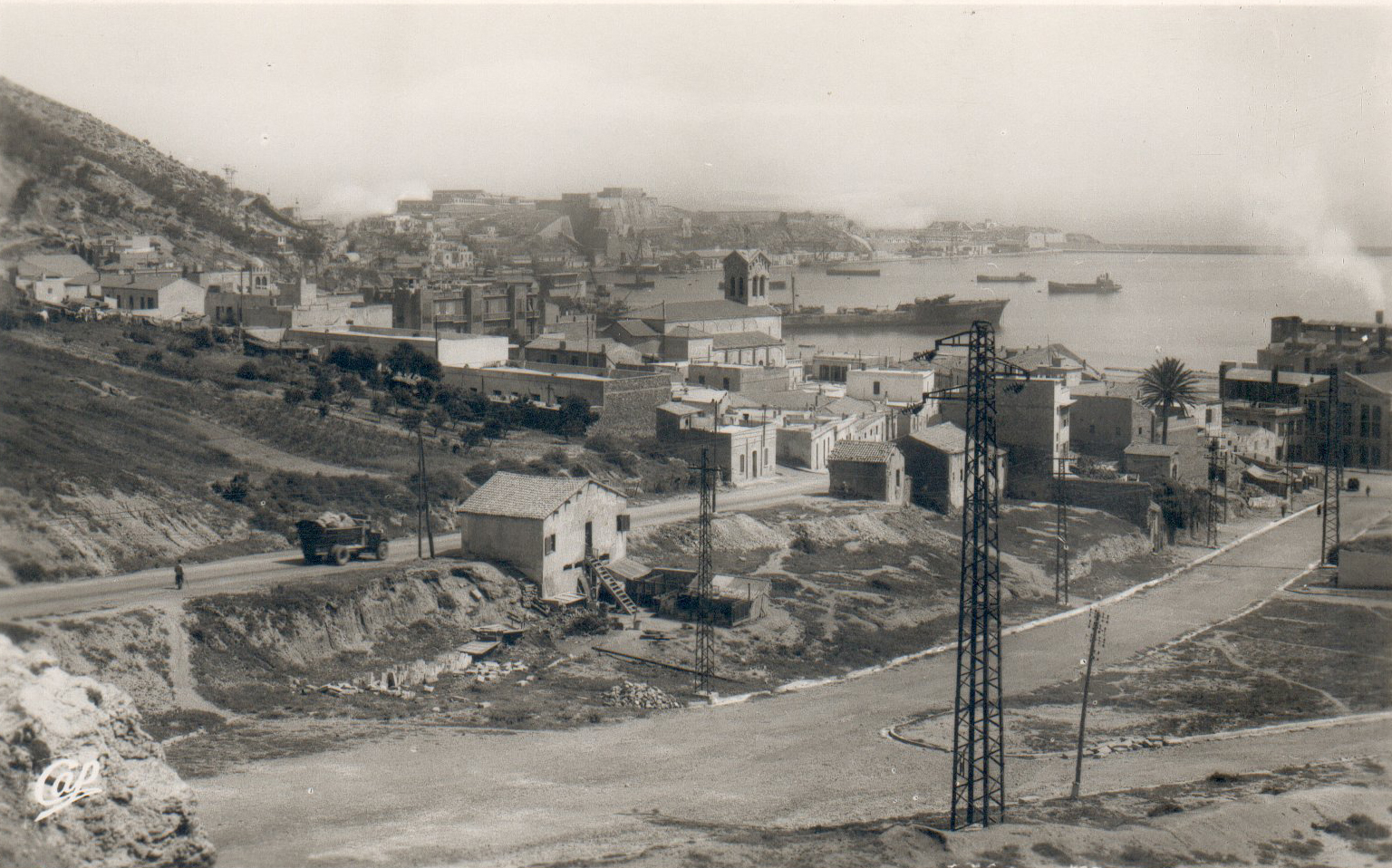
Historische opname van Mers-el-Kébir (1953)

## Marinebasis
De marinebasis Mers El-Kébir werd gebouwd in 1937, ten tijde van Frans-Algerije. De Fransen ontruimden de basis in januari 1968, en sedertdien is het de belangrijkste marinebasis van Algerije. 

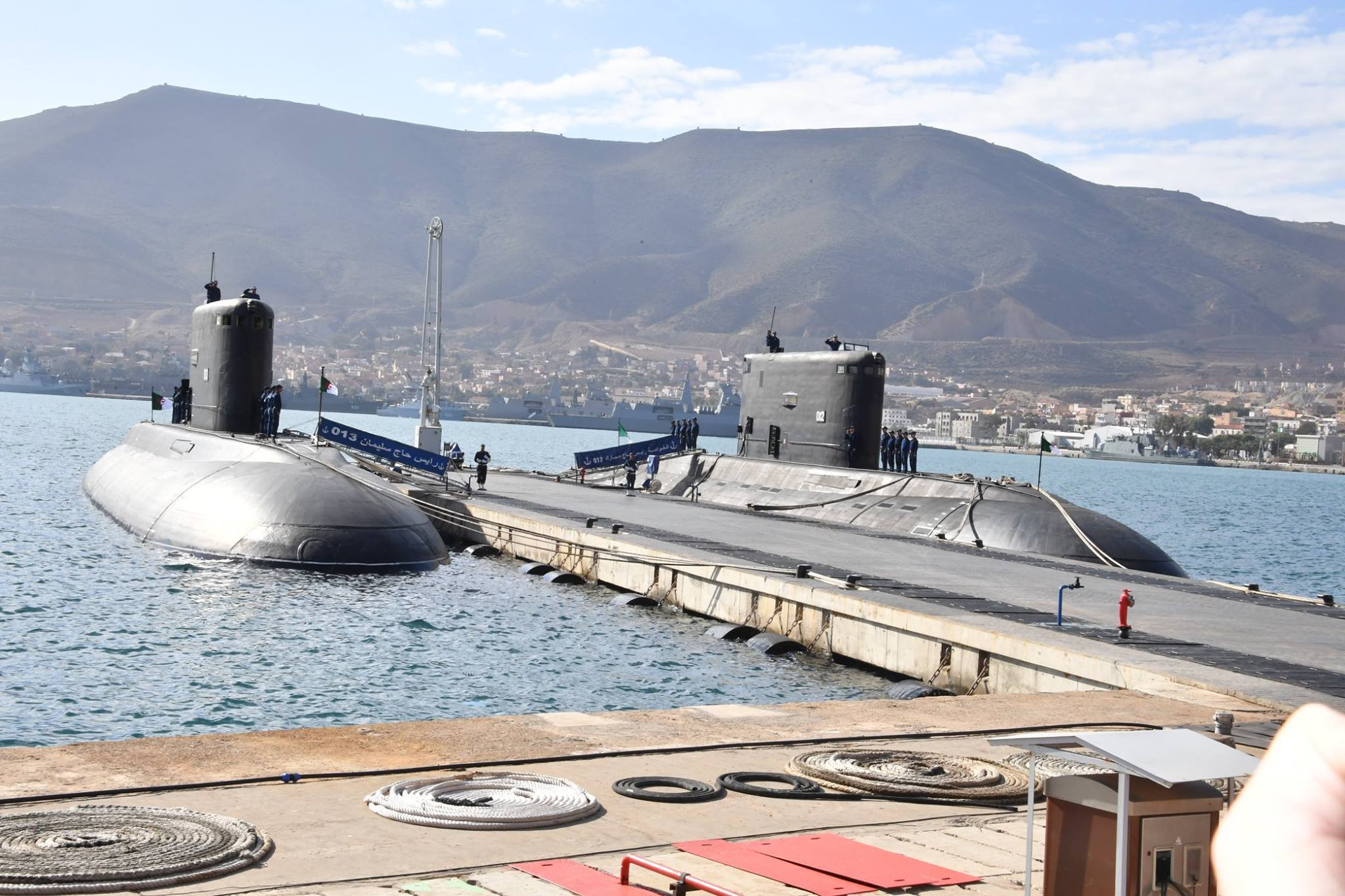
Algerijnse onderzeeërs in de marinebasis.